# Wilków Wąskotorowy
Wilków Wąskotorowy – dawny przystanek kolejki wąskotorowej w Wilkowie-Kolonii, w gminie Wilków, w powiecie opolskim, w województwie lubelskim.